# Muscolo tricipite brachiale
Il muscolo tricipite del braccio o tricipite brachiale (dal latino tricipitem, che ha tre capi o estremità) è il più importante muscolo posteriore del braccio ed è formato da tre capi: capo lungo, capo laterale e capo mediale.

## Origine ed inserzione
Capo lungo
     Capo laterale
     Capo mediale

Capo lungo
Capo laterale
Capo mediale

Il capo lungo parte dalla tuberosità sottoglenoidea della scapola e si porta in basso passando attraverso il triangolo dei muscoli rotondi; il capo laterale (o muscolo vasto laterale) parte dalla faccia posteriore del corpo dell'omero al di sopra del solco per il nervo radiale e dal setto intermuscolare laterale del braccio; il capo mediale (o muscolo vasto mediale) parte dalla faccia posteriore del corpo dell'omero, al di sotto del solco del nervo radiale.
I tre capi si portano verso il basso e si riuniscono in un tendine che prende attacco sulle facce superiori e posteriori dell'olecrano dell'ulna e sulla parete posteriore della capsula articolare del gomito.

## Innervazione ed Antagonisti
Il tricipite è in rapporto con il muscolo deltoide, con l'omero e con l'articolazione del gomito.
È innervato dal nervo radiale. Tuttavia, studi recenti hanno osservato che, in circa il 14% degli individui, il capo lungo del tricipite brachiale era innervato dal nervo ascellare e nel 3% riceveva doppia innervazione sia dal nervo radiale che dal nervo ascellare.
È antagonista del muscolo bicipite ed è il responsabile della maggior parte del volume del braccio.

## Azione

Movimento del bicipite e tricipite durante la flessione del braccio

È il principale muscolo estensore dell'avambraccio, promuovendo anche l'adduzione dell'omero per mezzo del capo lungo in sinergia con il muscolo grande dorsale. La totalità del muscolo tricipite brachiale favorisce l'estensione del gomito. Mentre i capi mediale e laterale intervengono solo in questo movimento, il capo lungo ha anche il compito di addurre ed estendere la spalla.